# قلعه زرخت
قلعه زرخت مربوط به دوره ایلخانی است و در شهرستان شاهرود، بخش بیارجمند، دهستان خوارتوران، ۲ کیلومتری شرق روستای نووه واقع شده و این اثر در تاریخ ۳ خرداد ۱۳۸۶ با شمارهٔ ثبت ۱۹۱۷۴ به‌عنوان یکی از آثار ملی ایران به ثبت رسیده است.